# 察沃河

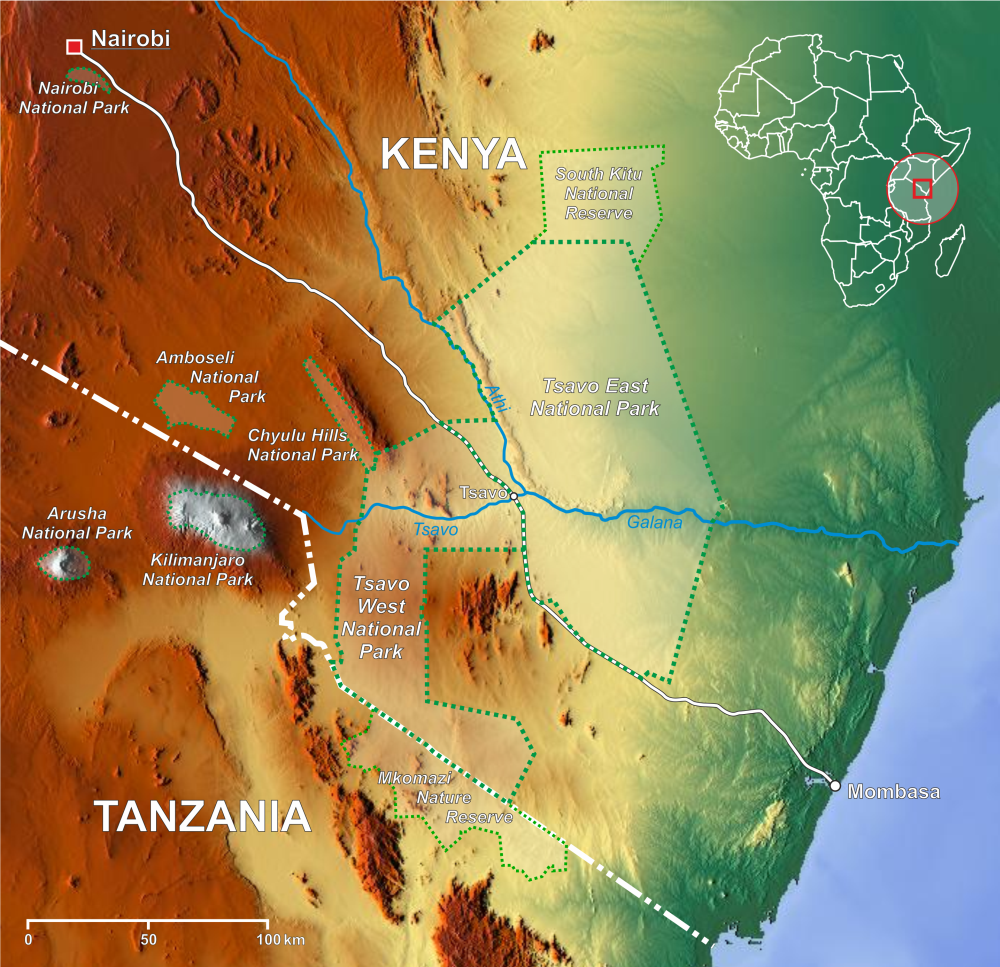

察沃河（Tsavo River）是東非國家肯雅的河流，位於該國南部濱海省，毗鄰與坦桑尼亞接壤的邊境，向東流經西察沃國家公園和東察沃國家公園，河道全長90公里，河口海拔高度401米。

## 外部連結
- Tsavo National Park Fact Sheet
- Freshwater Fish Species in Athi-Galana-Sabaki River Drainage System （页面存档备份，存于）